# Philipp Ochs
Philipp Ochs (Wertheim, 1997. április 17. –) német korosztályos válogatott labdarúgó, aki jelenleg a TSG 1899 Hoffenheim játékosa.

## Statisztika
2016. július 15. szerint.
| Klub                   | Szezon   | Bajnokság | Bajnokság | Kupa  | Kupa | Nemzetközi | Nemzetközi | Összesen | Összesen |
| Klub                   | Szezon   | Mérk.     | Gól       | Mérk. | Gól  | Mérk.      | Gól        | Mérk.    | Gól      |
| ---------------------- | -------- | --------- | --------- | ----- | ---- | ---------- | ---------- | -------- | -------- |
| TSG 1899 Hoffenheim II | 2015–16  | 9         | 1         | 0     | 0    | -          | -          | 9        | 1        |
| TSG 1899 Hoffenheim II | Összesen | 9         | 1         | 0     | 0    | 0          | 0          | 9        | 1        |
| TSG 1899 Hoffenheim    | 2015–16  | 13        | 0         | 0     | 0    | 0          | 0          | 13       | 0        |
| TSG 1899 Hoffenheim    | Összesen | 13        | 0         | 0     | 0    | 0          | 0          | 13       | 0        |
| Összesen               | Összesen | 22        | 1         | 0     | 0    | 0          | 0          | 22       | 1        |